# Mission Eureka
Mission Eureka ist eine siebenteilige Fernsehserie, die im Jahr 1989 produziert und erstausgestrahlt wurde. Sie war eine Koproduktion deutscher, französischer, italienischer und britischer Fernsehanstalten. Auf den 90 Minuten langen Pilotfilm folgten sechs jeweils 55 Minuten lange Folgen.

## Handlung
Science-Fiction-Politikthriller um ein fiktives bemanntes europäisches Raumfahrtprogramm Eureka, das von Projekt-Chef Thomas Altenburg geleitet wird. Es steht unter starkem Einfluss seines industriellen Hauptgeldgebers und Profiteurs, Leo Graf Waldegg. Zugleich entwickelt es sich wegen technischer Unausgereiftheit zu einer tödlichen Gefahr und einem finanziellen Risiko für die Beteiligten. Mehrfach entstehen Machtkämpfe um die Prioritätensetzungen im Programm, den Start von Raumfähren, die Reparatur eines Satelliten und die Rettung verunglückter Astronauten. Lobbyismus, Erpressung, investigativer Journalismus, Politik, Intrigen und Manipulation begleiten diese Kämpfe, die später in die geheime Entwicklung einer Anti-Terror-Technologie, den Killer-Computer münden.

## Folgen
| Nr. (ges.) | Nr. (St.) | Originaltitel                      | Erstausstrahlung D | Länge   |
| ---------- | --------- | ---------------------------------- | ------------------ | ------- |
| 1          | 1         | Griff nach den Sternen (Pilotfilm) | 9. Okt. 1989       | 90 Min. |
| 2          | 2         | Die Entscheidung                   | 15. Okt. 1989      | 55 Min. |
| 3          | 3         | Gefährliches Spiel                 | 22. Okt. 1989      | 55 Min. |
| 4          | 4         | Die Wende                          | 29. Okt. 1989      | 55 Min. |
| 5          | 5         | Die fünfte Generation              | 5. Nov. 1989       | 55 Min. |
| 6          | 6         | Die Erpressung                     | 12. Nov. 1989      | 55 Min. |
| 7          | 7         | Der Killer-Computer                | 19. Nov. 1989      | 55 Min. |

## Produktion
Ein Teil der Dreharbeiten fand in den Bavaria-Filmstudios südlich von München statt. Dort entstanden auch Modellaufnahmen der Raumfähren. Sie konnten im Rahmen von Besuchertouren besichtigt werden.

## Hintergrund
Mission Eureka wurde als erstes ZDF-Eurovision-Projekt produziert. Einen gleichnamigen Roman zur Serie hat Gordon McGill geschrieben. Die deutsche Erstausstrahlung der Serie erfolgte vom 9. Oktober 1989 bis 19. November 1989 im ZDF. Sie wurde im Jahr 2000 auf 3sat wiederholt.
Das technische Konzept der fiktiven europäischen Raumfähren ist im Gegensatz zum früheren tatsächlichen Projekt eines europäischen Raumgleiters (Hermes), der an der Spitze einer Ariane-Rakete starten sollte, stärker an das Konzept der amerikanischen und russischen Raumfähren der damaligen Zeit angelehnt. So sitzt die Raumfähre seitlich auf der von zwei Boostern flankierten Hauptrakete. Die Trägerraketen der fiktiven Raumfähren sind als Weiterentwicklungen aus dem Ariane-Programm gestaltet. Gegenüber den amerikanischen und russischen Raumfähren wurden an der Raumfähre selbst zugleich jedoch auch erhebliche optische Änderung vorgenommen (Beispiele: Bug und Heck laufen spitz zu, kleinere seitliche Tragflächen vorne und hinten).
Die Geschichte um die Hauptfigur Thomas Altenburg wurde 1993 in der Serie Das Sahara-Projekt weitergeführt.

## Kritik
„In der Tricktechnik höchst dürftig, legt die Serie ihr Hauptaugenmerk auf die privaten Beziehungen und Liebschaften der Protagonisten. Ein insgesamt durch und durch unbefriedigendes und künstliches Projekt.“